# Museu do Centro Científico e Cultural de Macau
O Museu do Centro Científico e Cultural de Macau (Museu de Macau) em Lisboa é o museu com a mais importante coleção de arte chinesa em Portugal. O museu foi criado para documentar as relações luso-chinesas e possui mais de 3.500 peças divididas por diversas tipologias como: porcelana, estatuária, trajes Chineses, lacas, peças de caráter utilitário e decorativo; materiais como terracota, têxteis e cerâmica.
O Museu é constituído por dois núcleos distintos e complementares: o núcleo sobre A Condição Histórico-cultural de Macau nos Séculos XVI e XVII; e o núcleo A Coleção de Arte Chinesa.

## Os Núcleos do Museu

### Condição Histórico-cultural de Macau nos Séculos XVI e XVII (rés-de-chão)
O primeiro núcleo, Condição Histórico-cultural de Macau nos Séculos XVI e XVII, remete para a atmosfera internacional da China Ming e para a fronteira intercultural Europa-China, criada com a cidade portuária de Macau, estando presentes alguns resultados da investigação sobre a história das relações luso-chinesas e a história de Macau:
- Portugal e a China: os Inícios do Encontro ilustra as condições únicas que originaram a cidade de Macau, ao mesmo tempo que acompanha o crescente relacionamento dos portugueses com a China Ming e a circulação de interesses e informações do Mar da China para o Índico e o Atlântico.
- A Cidade Portuária mostra como a rede de interesses e de relações entre grupos de portugueses e chineses criou a necessidade e a possibilidade de uma cidade de serviços entre a Europa e a Ásia, entre a Ásia Oriental, o Índico e o Atlântico.
- A Ordem das Transferências ilustra o contacto com algumas das trocas ecológicas e tecnológicas que fazem de Macau um pólo de dinamização da Ásia Oriental e da Europa. Novos alimentos, instrumentos e medidas entram na China e na Europa através de Macau, que é, desde as origens, um dos pontos centrais na regular abertura e comunicação entre a Ásia Oriental e a Europa, entre ambas e o resto do mundo.
- Cristianismo e Cultura acentua o papel de Macau enquanto espaço de pluralidade religiosa com um sincretismo chinês de religiosidade popular, budismo, taoismo e confucionismo, acompanhado pelo cristianismo, com destaque para o papel do Colégio de São Paulo, o primeiro colégio universitário europeu na China.

Neste piso destaca-se ainda um incrível modelo à escala 1/10 da “Nau do Trato”.

### Coleção de Arte Chinesa (1º andar)
O segundo núcleo do museu, Coleção de Arte Chinesa, abarca um período temporal de mais de 5000 anos de história e de arte. Das primeiras cerâmicas Neolíticas aos marfins do século XIX, toma-se também contacto com terracotas, bronzes, grés, porcelanas azul e branco, família verde, família rosa, brasonada e monogramada, porcelana de simbologia religiosa, cerâmica de Shek Wan, uma importante e significativa coleção de objetos para o fumo do ópio, China Trade, lacas, pintura de Escola Chinesa e Escola Europeia, com destaque para as vistas da baía da Praia Grande, leques, pratas trajes e uma significativa coleção de numismática.

## Coleções
O museu foi criado para documentar as relações luso-chinesas e possui mais de 3.500 peças divididas por diversas tipologias como: porcelana, estatuária, trajes Chineses, lacas, peças de caráter utilitário e decorativo; materiais como terracota, têxteis e cerâmica entre outras. Aceda a parte da coleção em acesso livre (com uma licença CC BY-SA 4.0) aqui.

Urna (“hill-jar”) da dinastia Han na coleção do Museu

### Bronzes
O fabrico do bronze na china inicia-se na dinastia Xia (c. 2200 - 1766 a.C.) ligado aos ritos sacrificiais atingindo a sua auge na dinastia Shang (c. 1750 - 1050 a.C.) ligados aos ritos sacrificiais religiosos e ao culto dos antepassados.O principal motivo decorativo nos vasos rituais da dinastia Shang era o Taotie – máscara que lembra uma criatura animal não especificada, com olhos, ouvidos, boca, chifres e patas. No museu existe uma vaso "Guri" destinado à conservação do arroz e milho e de outros alimentos decorada com máscaras Taotie.
Entre as peças mais antigas do museu encontra-se um vaso ritual “Jue” do período da Dinastia Shang. O vaso ao destinado ao serviço do vinho “jué” dado que a sua forma se assemelhava a uma ave de bico largo cuja função é de verter o líquido e uma cauda, tam ainda duas asas e três pés.
Outra peça de bronze de destaque na coleção do museu é uma escultura de um dragão do período da dinastia Zhou do Leste (475 - 221 a.C.). O dragão é uma figura híbrida - uma composição de vários animais significando na sua origem a unificação da China dada que esta era inicialmente formada por várias regiões cada uma simbolizada por um animal.
Macau é um espaço de pluralidade religiosa com um sincretismo chinês de religiosidade popular, budismo, taoísmo, e confucionismo acompanhado pelo cristinanismo e por missionários católicos, em especial jesuítas que chegaram à Ásia em 1542.

### Coleção de cerâmicas

#### As Primeiras Cerâmicas

Cão da dinastia Han na coleção do Museu

A História da cerâmica chinesa remonta ao período Neolítico tendo a partir do 3º milénio a.C. sofrido um desenvolvimento assinalável sobretudo com o fabrico de recipientes destinados a cozinhar e guardar alimentos, taças para vinho e vasos rituais. À matéria-prima, o barro, são adicionadas substâncias orgânicas como conchas moídas, ervas e cascas de sementes para lhe dar maior consistência.
Deste período destaca-se da coleção do museu uma taça de fina textura em terracotta negra, também designada  ”casca de ovo”, decorada no pé com fendas verticais e filetes horizontais.

#### Terracota
O museu alberga uma importante coleção de cerâmicas de terracota  chinesas desde da dinastia Han (202 a.C. - 220 d.C.) até à dinastia MIng (1368 d.C. - 1644 .d.C.)
Do período Han, destaca-se uma escultura de uma cabeça de cavalo cujos  pormenores faciais revelam técnicas de modelação precisas e um grande interesse pela espécie equina. As coudelarias dos imperadores da dinastia Han aumentaram com a introdução de novas espécies que contribuíram para o fortalecimento da expansão do cavalo. O cavalo aparece ligado a um estatuto social elevado, conferindo ao seu possuidor um lugar privilegiado na sociedade.
É no período da Dinastia Tang (618 d.C. - 906 d.C.) que a cerâmica ganha destaque na vida quotidiana, apresentando formas e cores arrojadas. Assim surgem peças vidradas de uma só cor, brancas-azuis, amarelas ou castanhas, e também policromas combinando duas, três e quatro cores numa só peça designada ”sancai”. Do período Tang destacam-se, na coleção do museu, várias estatuetas funerárias destinadas a acompanhar na vida além-túmulo de vários membros da alta sociedade Chinesa com o propósito de afastar maus espíritos e de manifestar a sua categoria na hierarquia social. Estes objetos revelam aspectos da vida quotidiana e o enquadramento sócio-cultural do morto. Os objetos incluem servidores e dignitários, animais e utensílios domésticos e ainda figuras fantásticas cuja função reside na proteção e inviolabilidade da sepultura.

Camelo da dinastia Tang na coleção do Museu

O camelo de duas bossas foi importado para China a partir da região de Xiongnu e era utilizado como o animal da Rota de Seda que estabeleceu a ligação de Chang (capital da China durante a dinastia Tang) ao ocidente. No museu, existe uma destas peças que pela sua qualidade e detalhe revela a preocupação relativamente à rendição destes animais.

#### Grés
Foi no final da dinastia Zhou (1027 a.C. - 256 a.C.) que se descobriu o grês, matéria resistente, impermeável e vitrificada em toda a sua espessura, de grão compacto com fractura brilhante.
Durante o período clássico na dinastia Song (960 - 1279) verificou-se um surto de progresso na sociedade chinesa que se refletiu ao nível cultural e na produção da cerâmica. Os objetos de grés tornaram-se mais finos e brancos atingindo assim o auge da perfeição com o vidrado e a cor a atingirem um elevado grau de qualidade. Ficou célebre o Céladon verde, pela sua textura, brilho, tonalidade e craquelée. A cerâmica produzida foi fruto de um sem número de fornos em funcionamento: onde os mais importantes eram Dingzhou, Longquan, Jingzhou, Cizhou, Jizhou.
Na coleção do museu, destacam-se um recipiente em grés com vidrado verde “yueyao” do período da dinastia Jin do Oeste (265-316), destinado a queimar incenso nos rituais fúnebres e nos templos fazendo parte das oferendas destinadas às divindades com o objetivo de afastar os maus espíritos.

Vaso em forma de leão, período Seis Dinastias, dinastia Jin do Oeste (265-316) na coleção do Museu

Outra peça de destaque é um vaso em forma de leão do período da dinastia Jin do Oeste (265-316), segundo alguns autores trata-se de um castiçal usado nas sepulturas com a função de afugentar os demónios. Para outros, é um recipiente de tintas de escrever utilizado pelos letrados.

#### Porcelana
Tecnicamente a porcelana é um produto fruto do aperfeiçoamento do grês, obtido graças ao emprego de uma argila plástica especial, o caulino, e de temperaturas de coação também especiais superiores a 1350 °C, que conferem à sua massa aspecto fino, translúcido, dureza e ausência de cor.
A primeira descrição conhecida no Ocidente sobre o fabrico de porcelana pertence ao português Duarte Barbosa no seu Livro das Coisas do Oriente. Mas o relato completo da técnica é de Frei Gaspar da Cruz no Tratado das Coisas da China.
A porcelana chinesa começou a ser produzida na dinastia Tang (618-906), sendo que o centro mais importante Hopeh no Hsing Chou tendo-se desenvolvido intensamente na dinastia Ming (1368-1644) com a descoberta do caulino atingindo a perfeição do em meados do século XIV.

Escudela com tampa e pires da dinastia Qing, reinado de Xianfeng na coleção do Museu

#### Porcelana Azul e Branco
O azul e branco vai constituir durante três séculos a maioria da produção das porcelana dos Sécs. XIV ao séc. XVIII. A idade de ouro do azul e branco é o reinado de Xuande (1426 - 1435). O principal centro de fabrico do Azul e Branco é Jingdezhen, sendo as principais peças de pequenas dimensões, com vidrado semelhante ao Qingbai e decoração em azul-cobalto sob azul lembrando a cerâmica Shufu.
No reinado de Jiaqing (1522 - 1566) começa a exportação regular de porcelana chinesa para a Europa através dos portugueses que irá perdurar até aos meados do séc. XVII, altura em que os holandeses substituirão os portugueses no mar do oriente. A porcelana será então transportada nas naus em grandes quantidades tornando-se num produto acessível à classe média europeia.
Com o aumento das encomendas no reinado de Wanli (1573 - 1620), a qualidade de exportação entra em declínio, surge então a loiça denominada “loiça de carraca” ou Kraak-porselein. Exportada a partir dos portos de Macau e Swatow, esta porcelana foi imitada em faiança em Portugal, Holanda, Inglaterra, Alemanha e Pérsia.
Uma das peças de destaque nesta coleção é um prato covo sob o vidrado estilo “swatow” do reinado de Wanti (1573 - 1620). Este prato apresenta-se moldado numa porcelana espessa e grosseira com elementos decorativos provavelmente inspirados em cartas geográficas onde figuram duas embarcações qsobre um mar encapelado com um monstro marinho semelhante a uma baleia, animal que se reproduz nos mares da China do Sul.

Prato covo da dinastia Ming, reinado de Wanli na coleção do Museu

Outra peça de interesse é um prato em faiança portuguesa do Séc. XVIII com decoração inspirada em motivos usados pela porcelana de exportação chinesa do período Wanli. Os oleiros portugueses do Séc. XVIII foram influenciados pelo exotismo oriental e fabricaram taças, potes, pratos e azulejos com elementos decorativos provenientes da China. O prato em questão é um modelo influenciado na “loiça de carraca” tendo copiado o esquema decorativo desta: fundo preenchido com gazela em paisagem rochosa e a aba dividida em painéis com motivos florais. Os tons de azul também se inspiram neste tipo de porcelana.

#### “Fitzhugh porcelain”
Fitzhugh é um estilo de padrão empregue na loiça chinesa Azul e Branco do  último quartel do Séc. XVIII. O estilo Fitzhugh tem um padrão extremamente elaborado que parte de um medalhão central rodeado por quatro motivos como flores ou frutos (romãs, limões, “mão de buda”) e cercadura de motivos geométricos, onde por vezes também surgem borboletas. A origem do nome do padrão está provavelmente relacionado com o nome da família inglesa Fitzhugh que manteve contactos comerciais com a China desde do ínicio do Séc.XVIII.
No século XIX a porcelana como decoração Fitzhugh é comercializada sobretudo pelos Estados Unidos, sendo Nova Iorque, Salem, Boston e Filadélfia os portos de destino.

#### Familia Rosa
Esta decoração é caracterizada pela inclusão de um esmalte opaco que  permite variações do rosa ao púrpura. O pigmento está na origem destas decoração denominada a púrpura de Cassius e foi levado em 1685 para a China pelos missionários Jesuítas, aparecendo inicialmente nos esmaltes sobre cobre e mais tarde, em 1700, na porcelana.
A porcelana da Família Rosa atinge o seu apogeu no reinado Yongzheng (1723-1735).
Neste núcleo incluem-se ainda porcelanas do século XIX conhecidas pela denominação de Família Rosa de Cantão sendo caracterizada por uma intensa decoração baseada em motivos florais, pássaros e borboletas, por vezes intercaladas com personagens e cenas chinesas.

Prato “Baptismo de Cristo” da dinastia Qing, reinado de Qianlong na coleção do Museu

Na coleção do museu destaca-se um bule do reinado de Qianlong (1736 - 1795) onde aparece “A Primavera” de Lancret (1690 - 1743). Lamerssin foi o gravador responsável pela difusão do desenho, passando este tema para a gravura. A escolha de gravuras de autores famosos para a decoração de objetos de porcelana tornou-se frequente no século XVIII. Outra peça de interesse é a uma escudela com tampa e pires da dinastia Qing, reinado de Xiafeng (1851 - 1861). A peça é decorada com personagens heróicas da história chinesa baseadas no livro de Jin Gu Liang publicado no Reinado de Kangxi (1662 - 1722). As figuras representadas são, entre outras: o famoso poeta da dinastia Tang Li Bai (701- 762), o heroí militar Yue-Fei (1103- 1142) e a guerreira Mu-Lan ou Hua Mu-Lan a guerreira mais conhecida da história da mitologia chinesa.

#### Porcelana Policromada Família Verde
A atribuição da nomeacultura “familia” é uma classificação estabelecida no século XIX, pelo colecionador francês Albert Jacquemart com base na distribuição dos esmaltes verde, amarelo, negro ou rosa na decoração da porcelana chinesa do Reinado de Kangxi (1662-1722).Dentro da família verde, a principal características reside na predominância do esmalte verde sobre as outras cores: vermelho-ferro, azul e amarelo. Este tipo de porcelana tem as suas raízes na porcelana policromada Ming, sobretudo dos Wucai. Entre as peças de destaque na coleção encontra-se uma taça com porcelana decorada com esmaltes da Dinastia Ming, reinado de Kangxi (1662 -1722).

#### Porcelana Monogramada e Brasonada

Jarrão da dinastia Qing, reinado de Guangxu na coleção do Museu

A cerâmica brasonada mais antiga remonta ao Séc. XVI aquando as primeiras  encomendas portuguesas em porcelana Azul e Branco. Só nos finais do século XVII começou a produção regular de serviços brasonados para a Europa com a forma e decoração europeias.  Entre as porcelanas de encomenda destacam-se os serviços de jantar, de chá de café e de toucador das casas reais. O auge da produção da situava-se entre 1730-1780 com o aparecimento, na Europa de serviços completos com centenas de peças, sendo a Inglaterra o maior importador seguidos-lhe a França  Portugal.
No final do século XVIII, o comércio da porcelana chinesa decai enormemente devido a várias crises políticas europeias detendo o mercado no séc.XIX os Estados Unidos da América, a Inglaterra e Portugal em pequena escala.
O museu tem várias peças monogramadas na sua coleção entre as quais se destacam um prato do período Qianlong (1736-1795) trata-se de um exemplar pertencente a um serviço datado de 1755 cujas armas são atribuídas a José Seabra da Silva (1732-1813), ministro-adjunto do Marquês de Pombal fundador da Biblioteca Pública de Lisboa e fiscal da Companhia do Grão Pará e Maranhão (Brasil).

Bodhisattva” da dinastia Qing na coleção do Museu

#### Porcelana de Simbologia Religiosa
A par da decoração heráldica, surgem no século XVIII peças decoradas com motivos de carácter religioso, cristão, muçulmano e budista/taoista, executados por encomenda para os mercados europeus, islâmico (Índia e Próximo Oriente) e mercado chinês respectivamente.
As cenas cristãs representadas baseiam-se em gravuras europeias, que, desde o século XVI circulavam no extremo oriente. A “crucificação”, baseada na gravura de Hieronimus Wierx, terá sido o episódio bíblico mais divulgado através de exportação para o mercado Europeu.
A utilização de símbolos sagrados e de vesículos do Corão em pratos e taças revelam a porcelana como veículo eficaz de propagação da fé no mundo islâmico.
As religiões orientais, budista e taoista encontram na porcelana, primeiro que todas as outras, o meio de expansão acessível a todas as classes sociais. Assim, divulgam figuras de rapaz com funções mágicas e religiosas, divindades do panteão budista e taoista.
Entre as peças desta tipologia existe um conjunto de quatro pratos do período da dinastia Qing, reinado de Qianlong (c.1705) representando o nascimento, baptismo, crucificação e ressurreição de cristo, baseadas nas gravuras de Heronimus Wierx. Outra peças de destaque é um prato com inscrições do Corão do período da Dinastia Qing reinado de Daoyang (1821- 1850).
Em termos de divindades taoístas destacam-se várias peças, entre elas He Xiangu (patrona das donas de casa), peça produzida durante a dinastia Qing durante o reinado de Jiaqing (1796 - 1820), esta divindade é a única figura feminina pertencente ao grupo dos oito imortais do panteão taoist. É simbolizada pela flor de lótus ou pelo pêssego, símbolos de pureza e longevidade.

#### Porcelana Erótica
A moda da inserção de cenas eróticas em objetos vários, tais como pratos taças, relógios ou frascos de rapé, foi introduzida no oriente pelos mercadores ingleses e holandeses. Fontes coevas revelam que os mercadores ingleses levaram para Cantão relógios com miniaturas extremamente indecentes.
O museu tem várias figuras eróticas, estas figuras revelam uma  função didática, destinavam-se a integrar o enxoval da noiva ensinando-a a conviver naturalmente com a sexualidade. São figuras guardadas na intimidade entre as roupas, longe de olhares curiosos, transmitidas de mãe para filha.

#### Carâmica Shek Wan
Shek Wan foi um importante centro produtor de cerâmica situado na região de  Foshan entre Cantão e Macau. A cerâmica aqui produzida, de cariz popular, resulta de uma técnica decorativa apurada, ressaltando os brancos marfim e várias tonalidades de azuis, vermelhos e verdes. O museu tem várias peças Shek Wan.
Entre as peças desta tipologia, destaca-se uma intitulada um escultura de um Buda (séc.XX), o exemplar e assinado pelo Pun Yu Shu, discípulo do célebre mestre de cerâmica de Shek Wan, Chen Wei Nam.O coleccionador Dr. Silva Mendes autor desta encomenda foi o primeiro colecionador Europeu a colecionar peças Shek Wan.

### Arte Sacra
Destacam-se na coleção a arca altar-portátil do século XVII/XVIII. Uma de apenas oito exemplares conhecidos de móveis desta tipologia no mundo estes eram criados para permitir aos sacerdotes transportarem nas grandes viagens marítimas todas as alfaias litúrgicas necessárias para a celebração da missa que a bordo quer nas terras onde não existiam locais de culto apropriado.  Destaca-se também um pote denominado “Santo Agostinho” por apresentar as insígnias desta ordem (duas águias bicéfalas sobre um coração.

### China Trade
O comércio com a China foi o monopólio dos portugueses desde do Séc. XVI até à primeira metade do Séc. XVII, sendo substituído pelos holandeses a partir de 1630-40, que garantiram o comércio até ao séc. XIX.
Os ingleses e os franceses chegaram no século XVIII e é a partir de essa data que se pode falar da influência Europeia na arte chinesa. Nesta altura para além dos serviços de porcelana eram também encomendados lacas, leques, pratas e marfins ao gosto europeu. O comércio florescente destes produtos permitiu a divulgação no ocidente da arte chinesa, dando origem à chinoiserie.

### Lacas
A Laca - seiva (rhus verniciflua) é uma resina oriunda de uma árvore que se encontra no Japão e na China. Para além da resistência à água ou calor a insetos esta substância torna as superfícies dos objetos brilhantes e aptas para receber decoração. No séc. XVIII e XIX com as encomendas ocidentais apareceram todo o tipo de objetos lacados: O museu contém vários objetos lacados, entre eles caixas de chá, pratos e bacias de barba e caixa de jogo criados entre o os séc. XVIII XIX.

### Leques
O museu contém vários leques produzidos em China para o mercado ocidental. A peça principal desta coleção trata-se de um conjunto de leques em marfim fabricado na China no Séc. XVIII da dinastia Qing, reinado de Qianlong (c. 1780). Os restantes elementos da coleção foram criados em madre de pérola, tartaruga e laca da segunda metade do Século XIX.

### Pratas
Durante a segunda-metade do Século XIX houve um grande incremento nas exportações de objetos de prata da China para o Ocidente. A procura do exotismo pela classe média Europeia e americana fez com que as formas e decorações chinesas se vulgarizassem nos objetos de ourivesaria.
No museu existem vários conjuntos representados, embora do século XX revelam por um lado a presença da ourivesaria Portuguesa em Macau. Desta coleção destacam-se os candelabdros de cinco lumes com a marca de ourives do Porto Filipe de Andrade em 1925.

### Marfim Casca De Tartaruga E Objetos Decorativos
A coleção contém inúmeros objeto decorativo em marfim e casca de tartaruga. Estes objetos são resultantes de uma paciência inexplicável foram criados durante a dinastia Qing (1644-1911) existiam duas grandes escolas de trabalho de marfim, uma em Pequim e outra em Cantão, sendo os estilo desta última o mais elaborado. Um dos objetos mais elaborados da coleção é a “bola da felicidade” esculpida em marfim, estas bolas chegam a ter 20 esferas concêntricas. Ainda na coleção existe um excelente exemplar de um “flower boat”, estes modelos de barcos são uma recordação das embarcações luxuosas dos mandarins de Cantão, e eram usados como caixas para cartões de visitas, bilhares jogos e chá na segunda metade do Séc. XIX.

### Trajes
A coleção contém dois trajes dos finais do séc. XVIII designados de semi-formais ou “Traje-dragão”, foram usados por funcionários superiores em ocasiões festivas que não exigiam o traje da Corte. Toda a peça do pescoço à bainha, apresenta um trabalho decorativo baseado na simbologia da ordenação dos cosmos.

### Ópio
No início do Século XVII os holandeses começaram a empregar o ópio como droga alucinógena levando os orientais a fumá-la misturada com tabaco. De seguida os ingleses encarregaram-se da sua expansão atribuindo à Companhia das Índias Orientais o monopólio da sua produção e comercialização.
Embora o ópio seja conhecido e utilizado desde há milhares de anos o seu modo de consumo alterou-se radicalmente no século XVIII, período em que passou a ser preferencialmente, fumado em vez de ingerido oralmente.
Esta mudança na forma de consumo implicou a criação de novos utensílios que permitissem extrair da pasta do ópio o seu tão fumo. Desenvolveu-se então uma larga panóplia de objetos que permitissem a extração da pasta de ópio o seu fumo. Esta coleção criada pela Sr. António Sapage contém 62 objects ligados ao fumo do ópio.
Das peças de destaque nesta coleção são um suporte de fornilhos cuidadosamente executado em pau santo. entalhado a simular o bambu, planta que curva durante as tempestades mas nunca parte, simboliza o espírito chinês apresenta um exemplo raro. A coleção tem ainda vários cachimbos de destaque entre eles um exemplo esculpido num tipo raro de bambu. Tem também muitas forminhas decorativas.
Deve-se mencionar ainda uma pintura a óleo da autoria de Fausto Sampaio o “pintor do Ultramar Português” de um fumador de ópio em Macau, executado em 1937.

### Moedas
O museu tem uma importante coleção de moedas chinesas desde do séc. XVI .a.C. até 1279 d.C..

## Biblioteca
A Biblioteca do CCCM é uma biblioteca especializada de investigação e de ensino, acerca da China/Macau, da Ásia Oriental e das relações entre a Europa e a Ásia. A Biblioteca é a mais completa e atualizada biblioteca sobre a China em todo o mundo lusófono. As principais áreas abrangidas são a história, a arte e cultura, a ciência e tecnologia, a filosofia e religião, assim como os sistemas sociais e políticos. O valioso fundo documental da Biblioteca, que inclui o mais completo núcleo documental sobre Macau e a China, em especial a China Ming e Qing, é constituído por documentação nas mais diferentes línguas (português, inglês, francês, italiano e ainda chinês e japonês) e está disponível em catálogo online, no site do CCCM.
Os cerca de 27.000 registos bibliográficos atualmente em catálogo dividem-se em variadas coleções, das quais destacamos:
- a coleção de consulta e empréstimo, constituída por obras de publicação mais recente (dos anos 60 do Século XX à atualidade), integrada por aquisição e doação, e organizada em sistema de livre acesso, por assuntos, segundo a classificação da Biblioteca do Congresso;
- a coleção de reservados, constituída por núcleos de documentos doados que, pelo seu valor, se encontram guardados em depósito especial, designadamente os documentos doados por Monsenhor Manuel Teixeira;
- a coleção de audiovisuais, que inclui o fundo de cerca de 40.000 slides e 5.000 fotografias, entre outros suportes físicos;
- a coleção de microfilmes, uma coleção de riqueza extrema constituída por cerca de 7.000 microfilmes contendo mais de 50.000 documentos, entre os quais o fundo da Santa Casa da Misericórdia de Macau, livros reservados do Arquivo Histórico de Macau, dos Arquivos Paroquiais de Macau e do Arquivo do Leal Senado de Macau, entre outras coleções; documentos essenciais para o estudo de Macau e das suas instituições, abrangendo um leque temporal do início do século XVII a meados do século XX.

## Objetos na coleção

Vaso ritual “jue” da dinastia Shang na coleção do Museu
Taça de pé alto do período neolítico, Cultura Longshan na coleção do Museu
Guardião de túmulo da dinastia Tang na coleção do Museu
Taça da dinastia Tang na coleção do Museu
Ave (miniatura) da dinastia Tang na coleção do Museu
Vaso em forma de leão China, período Seis Dinastias, dinastia Jin do Oeste (265-316) na coleção do Museu
Caixa de cosméticos da dinastia Song na coleção do Museu
Prato da dinastia Song do Norte na coleção do Museu
Taça da dinastia Song do Norte na coleção do Museu
Taça da dinastia Song do Norte na coleção do Museu
Dragão da dinastia Zhou do Leste na coleção do Museu
Tartaruga da dinastia Han na coleção do Museu
Almofada de cabeça da dinastia Song do Norte na coleção do Museu
Pote da dinastia Song na coleção do Museu
Bacia do período Neolítico, Cultura Yangshao na coleção do Museu
Prato da dinastia Song na coleção do Museu
Bailarina da dinastia Han na coleção do Museu
Estatuetas do zodíaco (doze) da dinastia Ming na coleção do Museu
Prato da dinastia Qing, reinado de Yongzeng na coleção do Museu
Garrafa da dinastia Yuan na coleção do Museu